# Michelle Leclerc

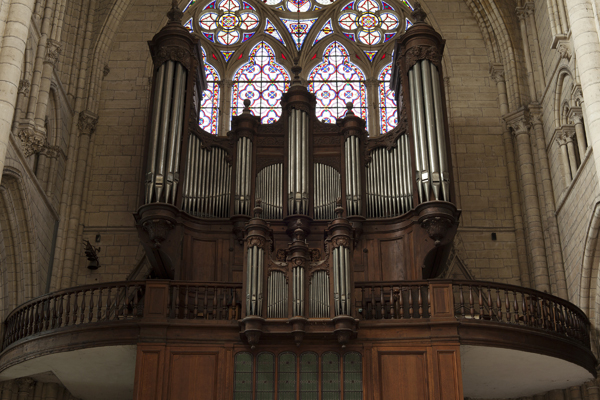
Het orgel in Sens waar Leclerc 41 jaar lang organist was.

Michelle Leclerc (30 april 1939 - 12 september 2006) was een Frans organist en muziekpedagoog.

## Levensloop
Leclerc was al jong geïnteresseerd in muziek. Haar moeder gaf piano- en accordeonles en zelf speelde ze piano, viool, cello en accordeon. Ze studeerde aan het conservatorium van Troyes. Hier behaalde ze een eerste prijs op piano. Later specialiseerde ze zich in het orgelspel bij Jean Langlais aan de Schola Cantorum de Paris. Hierna studeerde ze improvisatie bij Pierre Cochereau en bij Claude Terrasse harmonieleer, contrapunt en fuga. Ze was later zelf docent aan de Schola Cantorum en aan de Académie d'Orgue in Masevaux. In 1991 volgde ze Yves Devernay op als professor orgel aan het nationaal conservatorium in Valenciennes. Ook in Orléans doceerde ze aan het conservatorium.
Michelle Leclerc was vanaf 1965 tot haar dood organist van de kathedraal van Sens en van de Temple des Billettes, de Lutherse kerk in Parijs.
Ze overleed in 2006 op 67-jarige leeftijd. De uitvaartmis vond plaats in de kathedraal van Sens. Ook de begrafenis was in Sens.

## Waardering
Na afronding van haar studie in 1970 ontving ze van de Schola Cantorum de Paris de Prix de Virtuosité. In hetzelfde jaar won ze de Charles Tournemire Grand Prix voor interpretatie en improvisatie van de Association des Amis de l’Orgue de Paris. In 1974 was ze finalist op het internationale orgelconcours Grand Prix de Chartres. Het jaarlijkse orgelfestival in Sens is naar haar genoemd. In 2012 is er in Sens een straat naar haar vernoemd.
- Bibliothèque nationale de France: cb13896450x (data)
- Gemeinsame Normdatei: 133832023
- International Standard Name Identifier: 0000 0000 6310 3497
- Library of Congress Control Number: n94117055
- MusicBrainz: 53452aef-9f15-4b99-a0ec-0b4fd572e00a
- Nationale Bibliotheek van Tsjechië: xx0164712
- Système universitaire de documentation: 178901377
- Virtual International Authority File: 53388826
- WorldCat: E39PBJyCKRBB96KHbxGb6VPfbd